# Vòng loại và vòng play-off AFC Champions League Elite 2024–25
Vòng loại và vòng play-off của AFC Champions League Elite 2024–25 diễn ra từ ngày 6 đến 13 tháng 8 năm 2024. Tổng cộng 5 đội bóng thi đấu tại vòng loại để xác định hai suất cuối cùng vào vòng đấu hạng của AFC Champions League Elite 2024–25.

## Các đội bóng
5 đội bóng dưới đây, được chia làm hai khu vực (Miền Tây và Miền Đông), góp mặt tại vòng loại, gồm 2 vòng:
- 2 đội vào vòng sơ loại.
- 3 đội vào vòng play-off.

| Khu vực   | Các đội tham dự từ vòng sơ loại | Các đội tham dự từ vòng play-off     |
| --------- | ------------------------------- | ------------------------------------ |
| Miền Tây  | - Sepahan - Shabab Al-Ahli      | - Al-Gharafa                         |
| Miền Đông |                                 | - Sơn Đông Thái Sơn - Bangkok United |

## Thể thức
Ở vòng loại, mỗi trận thi đấu trong một lượt. Hiệp phụ và loạt sút luân lưu được sử dụng để xác định đội thắng cuộc nếu cần thiết.

## Lịch thi đấu
Lịch thi đấu diễn ra như sau.
| Vòng          | Ngày thi đấu        |
| ------------- | ------------------- |
| Vòng sơ loại  | 6 tháng 8 năm 2024  |
| Vòng play-off | 13 tháng 8 năm 2024 |

## Nhánh đấu
Nhánh đấu cho vòng loại và vòng play-off của mỗi vùng được xác định dựa trên thứ hạng của bảng xếp hạng hiệp hội, trong đó đội đến từ hiệp hội thành viên có thứ hạng cao hơn được quyền tổ chức trận đấu. Hai đội thắng ở vòng play-off (1 đội Miền Tây và 1 đội Miền Đông) sẽ góp mặt ở vòng đấu hạng cùng 22 đại diện khác được vào thẳng. Đội thua sẽ góp mặt ở vòng bảng của AFC Champions League Two 2024–25.

### Play-off Tây
|  | Vòng sơ loại            | Vòng sơ loại |                |   | Vòng play-off | Vòng play-off |
|  |                         |              |                |   |               |               |
|  |                         |              |                |   |               |               |
|  |                         |              |                |   |               |               |
|  |                         |              |                |   |               |               |
|  |                         |              |                |   |               |               |
|  |                         |              |                |   |               |               |
|  | Al-Gharafa              | 1            |                |   |               |               |
|  | Al-Gharafa              | 1            |                |   |               |               |
|  |                         |              | Shabab Al-Ahli | 0 |               |               |
|  | Sepahan                 | 1            | Shabab Al-Ahli | 0 |               |               |
|  | Sepahan                 | 1            |                |   |               |               |
|  | Shabab Al-Ahli (s.h.p.) | 4            |                |   |               |               |
|  | Shabab Al-Ahli (s.h.p.) | 4            |                |   |               |               |

### Play-off Đông
|  | Vòng play-off         |       |
|  |                       |       |
|  |                       |       |
|  |                       |       |
|  | Sơn Đông Thái Sơn (p) | 1 (4) |
|  | Sơn Đông Thái Sơn (p) | 1 (4) |
|  | Bangkok United        | 1 (3) |
|  | Bangkok United        | 1 (3) |

## Vòng sơ loại
Tổng cộng 2 đội thi đấu tại vòng sơ loại.
| Đội 1   | Tỷ số        | Đội 2          |
| ------- | ------------ | -------------- |
| Sepahan | 1–4 (s.h.p.) | Shabab Al-Ahli |

| Sepahan      | 1–4 (s.h.p.) | Shabab Al-Ahli                                       |
| ------------ | ------------ | ---------------------------------------------------- |
| - Mohebi 44' | Chi tiết     | - Azmoun 62' - Al-Ghassani 101', 120+2' - César 109' |

## Vòng play-off
Tổng cộng 4 đội thi đấu tại vòng play-off, với 3 đội tham dự từ vòng này và 1 đội thắng ở vòng sơ loại.
| Đội 1         | Tỷ số | Đội 2          |
| ------------- | ----- | -------------- |
| Al-Gharafa SC | 1–0   | Shabab Al-Ahli |

| Đội 1             | Tỷ số                | Đội 2          |
| ----------------- | -------------------- | -------------- |
| Sơn Đông Thái Sơn | 1–1 (s.h.p.) (4–3 p) | Bangkok United |

### Miền Tây
| Al-Gharafa     | 1–0      | Shabab Al-Ahli |
| -------------- | -------- | -------------- |
| - F. Sassi 50' | Chi tiết |                |

### Miền Đông
| Sơn Đông Thái Sơn                                             | 1–1 (s.h.p.) | Bangkok United                                            |
| ------------------------------------------------------------- | ------------ | --------------------------------------------------------- |
| - Qazaishvili 43'                                             | Chi tiết     | - Živković 37'                                            |
| Loạt sút luân lưu                                             |              |                                                           |
| - Zheng Zheng - Qazaishvili - Li Yuanyi - Zhang Chi - Scalese | 4–3          | - Živković - Rungrath - Everton - Al-Ghassani - Thossawat |